# Te Land, ter Zee en in de Vlucht!
Te Land, ter Zee en in de Vlucht! is het vierde album uit de stripreeks Orphanimo!! Het album verscheen op 16 juni 2004.

## Verhaal
Er volgt een tv-uitzending omtrent het huis op de kluit. Maar omdat Vallalkozo de media beheerst blijft het huis buiten beeld en toont het journaal enkel de toekomstige plannen van Vallalkozo.
Vallalkozo heeft ondertussen nog altijd zijn zinnen gezet op het huis. Hij biedt Alice een enorm bedrag, maar ze blijft weigeren. Ze gaat met een groep vrienden van Jimjim mee op een boottocht ter nagedachtenis van haar oude vriend. De kinderen blijven achter op de kluit. Die avond is het Halloween, en ze verkleden zich.
Vallalkozo stuurt Hanz als spion naar de kluit, maar hij wordt snel betrapt en verjaagd. Alice en Jimjim’s vrienden vinden een tanker die illegaal afval loost, en schakelen de kustwacht in. Er komt tevens een tv-ploeg bij. Even dreigt Alice eindelijk haar kant van het verhaal te kunnen vertellen, maar Vallalkozo laat net op tijd de uitzending stopzetten.